# Операция «Агата»
Операция «Агата», которую часто называют «Чёрной субботой», началась в еврейский день отдыха. Она была проведена британскими властями в субботу, 29 июня 1946 года в Палестине. Солдаты и полиция искали оружие и арестовали в Иерусалиме, Тель-Авиве, Хайфе и в десятках населенных пунктах 2700 человек, среди которых был первый министр иностранных дел Израиля, будущий премьер-министр Израиля Моше Шарет.

## История
16 июня 1946 вошло в историю как «Ночь мостов». Пальмах взорвал восемь дорог и железнодорожные мосты, связывающие Палестину с соседними странами. 17 июня «Лехи» напал на семинары железнодорожников в Хайфе. Вскоре после этого «Иргун» похитил шесть британских чиновников. Один чиновник впоследствии сбежал, двое были отпущены. «Иргун» объявил, что оставшиеся чиновники будут освобождены только в обмен на отмену смертных приговоров двум членам организации.
Британская армия в течение нескольких месяцев была настроена воинственно против сионистских подпольных организаций, но её действия были заблокированы верховным комиссаром Аланом Каннингемом, настроенным против военных действий, предпринятых в отношении Еврейского агентства. После «Ночи мостов» Каннингем передумал и полетел в Лондон, чтобы встретиться с представителями британского кабинета и главным армейским фельдмаршалом Бернардом Монтгомери. Монтгомери сформулировал план относительно операции «Агата». Каннингем принял его, надеясь, что с более воинственными ограниченными сионистами легче будет достичь политического урегулирования, чем с более умеренными (пробританскими) лидерами, такими как Хаим Вейзман.
В ходе операции по радио Каннингем сказал: "Аресты не направлены против еврейской общины в целом, но исключительно против тех немногих, кто принимает активное участие в существующей кампании насилия и тех, кто ответственен за подстрекательство …. ".
Глава секретариата сэр Джон Шоу обрисовал в общих чертах официальную цель операции на пресс-конференции в Иерусалиме: «Крупномасштабные операции были разрешены, чтобы покончить с состоянием анархии, существующей в Палестине, и позволить законопослушным гражданам продолжить свою нормальную жизнь без страха быть похищенным, убитым или взорванным». Шоу, полагая что британцы должны прекратить существующую ситуацию, предлагал разделить Палестину на еврейское и арабское государства и затем оставить или демонтировать Еврейское агентство, которое должно оказывать помощь административной власти. Одновременно он тайно поддержал действия подпольных сионистских военных организаций и одобрил операцию.
Официальные цели операции были другими. Необходимо было порвать с «анархией», существующей в Палестине. Нужно было получить документальное подтверждение одобрения Еврейского агентства действиям саботажу «Пальмаха», союзу между Хаганой и более сильным Лехи с Иргуном в совершении актов насилия. Кроме того, необходимо было предупредить государственный переворот. В июне руководители Еврейского агентства и Верховного командования Хаганы встретились с делегатами Иргуна и Лехи. Представитель последнего, согласно разведке, заявил о своем намерении попросить о том, чтобы Ешувы (еврейское население Палестины) участвовали в перевороте и помогли «провозглашению будущего еврейского государства и прерыванию всех отношений с существующей Палестинской администрацией». Другой, в связи с «Ночью мостов», должен был сломать военную власть Хаганы. Поскольку Хагана, казалось, действовал в сговоре с Лехи и Иргуном, британские власти ошибочно полагали, что это было также необходимо, потому что Хагана может сотрудничать во время предполагаемого переворота с Иргуном и Лехи. Наконец Монтгомери заявил, что операция была необходима, чтобы повысить моральный дух армии.

## Операция
Группа полицейских атаковала Еврейское агентство. Общее число британских сил безопасности, принимавших участие в этих облавах, в разных источниках варьируется от 10 000 до 25 000. В операции были задействованы крупные военные силы. Низко летающие самолёты окружили Иерусалим. Контрольно-пропускные пункты были сохранены, поезда остановлены, пассажиры эвакуированы и отправлены домой. Специальные лицензии требовались для машин технической помощи. Был введён комендантский час. Были обнаружены тайные склады с оружием. В Кибуце Ягур войска нашли более чем 300 винтовок, приблизительно 100 двухдюймовых миномётов, более 400 000 патронов, приблизительно 5000 гранат и 78 револьверов. Оружие было показано на пресс-конференции, и все мужчины Ягур были арестованы. «Агата» вызвала эхо Холокоста в умах многих людей. Женщины рвали на себе одежду, чтобы показать татуировки, сделанные в концентрационных лагерях. Были случаи, когда людей загоняли в клетки. В ответ они кричали, что так делали нацисты. Некоторые представители британских войск только обостряли ситуацию, действуя с лозунгом «Хайль Гитлер» и царапая во время обысков свастику на стенах.

## Последствия
После окончания операции похищенные британские чиновники были освобождены, и верховный комиссар Алан Каннингем заменил членам Иргуна смертные приговоры на пожизненные заключения. Хагана и Пальмах после уговоров отказались от длительных антибританских операций. Однако другие группы, такие как Лехи и Иргун Цвай Леуми, были настроены более агрессивно, продолжили и даже усилили свои атаки. В частности, Иргун в ответ на операцию ударил по южному крылу отеля «Царь Давид», который был штаб-квартирой британского правительства в Палестине (см. соотв. статью).